# Biechów (województwo opolskie)
Biechów (niem. Bechau, ok. 1300 roku – Bechow) – wieś w Polsce, położona w województwie opolskim, w powiecie nyskim, w gminie Pakosławice.
W latach 1975–1998 wieś administracyjnie należała do ówczesnego województwa opolskiego.
We wsi ma swoją siedzibę leśnictwo Biechów, które należy do nadleśnictwa Prudnik (obręb Szklary).

## Nazwa
Nazwa wywodzi się od imienia Biech - Benedykt. W księdze łacińskiej Liber fundationis episcopatus Vratislaviensis (pol. Księga uposażeń biskupstwa wrocławskiego) spisanej za czasów biskupa Henryka z Wierzbna w latach 1295–1305 miejscowość wymieniona jest w zlatynizowanej formie Bechow w szeregu wsi lokowanych na prawie polskim iure polonico.

## Integralne części wsi
| SIMC    | Nazwa     | Rodzaj     |
| ------- | --------- | ---------- |
| 0501386 | Godkowice | przysiółek |
| 0501392 | Radowice  | przysiółek |

## Historia
Pierwsze wzmianki o wsi pochodzą z XIII wieku kiedy to związana była z kasztelanią otmuchowską. Posiadłości lokowane początkowo na prawie polskim przeszły końcem XV wieku na prawo niemieckie. Biechowskie posiadłości przechodziły wielokrotnie z rąk do rąk. Należały między innymi do rodzin: Stosche, Wirchlass und Rosenber, von Starhemberg, von Hoditz, von Mintbach, a od 1856 do 1945 do rodziny Matuschka. Dobra ziemskie w Biechowie były zgromadzone w ramach folwarku, który był stale modernizowany, aż do ostatniej przebudowy w 1904 roku. 

## Zabytki

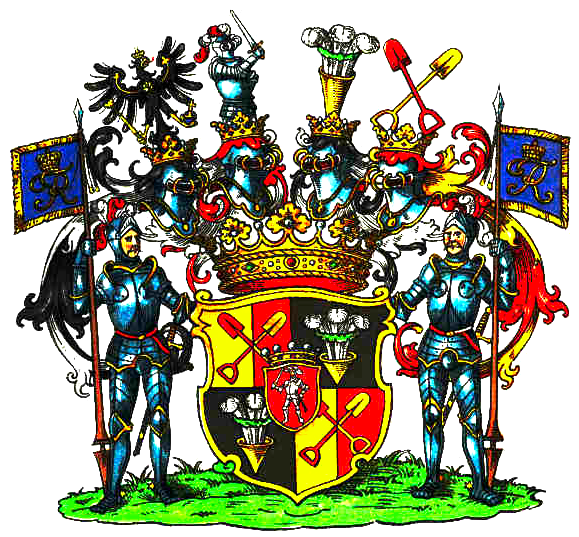
Herb rodziny Matuschka

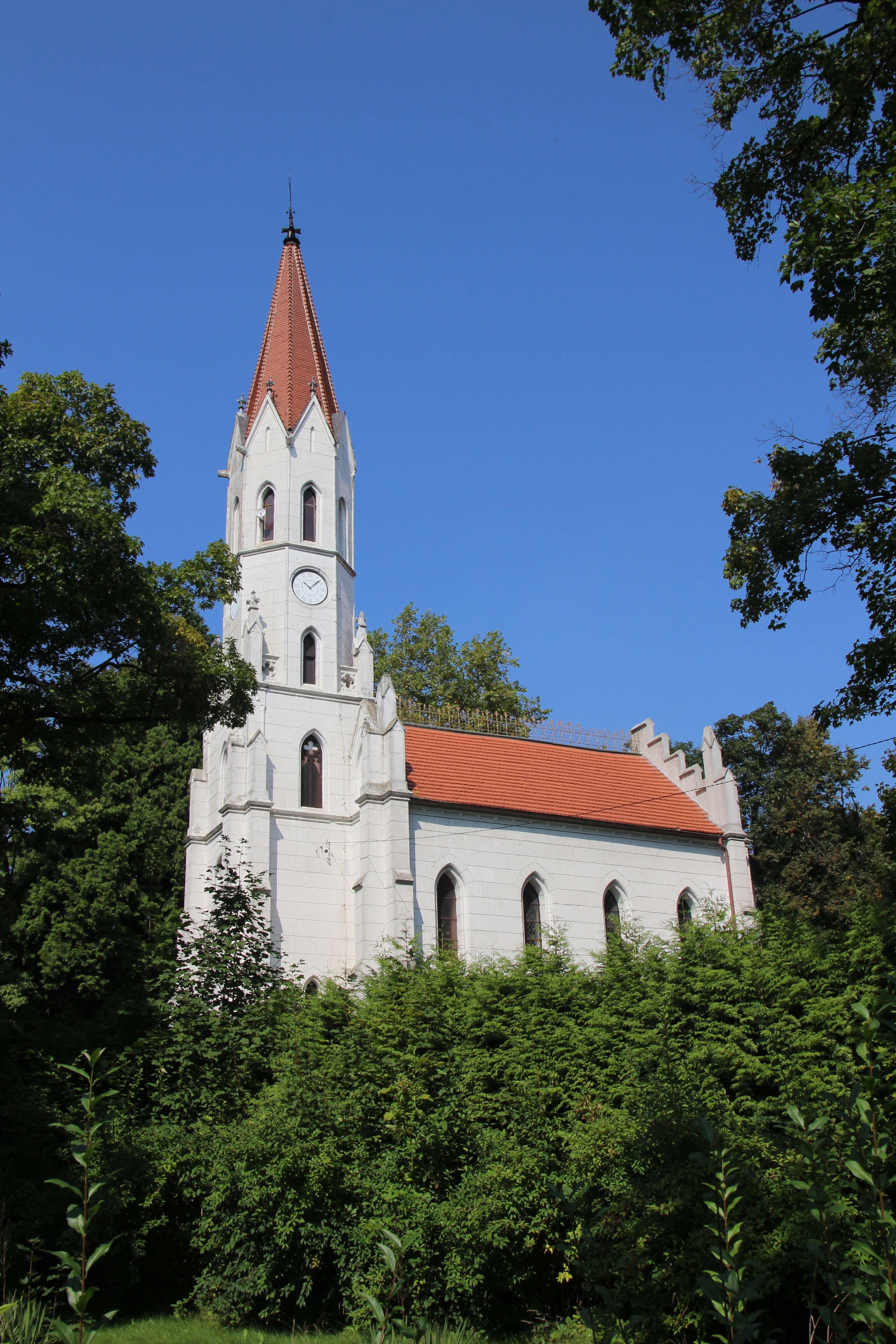
Kaplica Matki Boskiej Łaskawej

Do wojewódzkiego rejestru zabytków wpisany jest:
- zespół pałacowy, neorenesansowy, który od 1658 do 1720 pozostawał w rękach rodziny von Hoditz. Na początku XIX wieku przeszedł na własność rodziny Matuschka. W szczycie kartusz z herbem tej rodziny. W latach 1856–1863, w miejsce spalonego w 1854 pałacu, powstał obecny zespół pałacowy według planów architekta Karla Lüdecke z Wrocławia na zlecenie hrabiego Eloi (Eligiusza) Marii Matuschka-Topolczan. Po objęciu kontroli nad ziemia nyską przez administrację polską, ówczesne władze zabezpieczyły zachowany od zniszczeń wojennych majątek w ramach kolekcji tworzonego muzeum w Nysie:
  - Pałac w Biechowie, z l. 1863-65, 1904 r., do 2012 roku był siedzibą Technikum Zawodowego
  - park krajobrazowy, z poł. XIX w. z różnorodnym drzewostanem, znajduje się w otoczeniu pałacu. W parku przypałacowym do 1945 r. istniał jeden z nielicznych psich cmentarzy oraz boisko do gry w tenisa. Do parku pałacowego przylega rozległy mieszany kompleks leśny, na terenie którego mieści się ścieżka dydaktyczna "Wąwozy Biechowskie", a tuż przy samej drodze w kierunku do Grodkowa rośnie 400-letni dąb
  - oficyna (portiernia), z 1904 r.

poza rejestrem:
- kaplica pod wezwaniem Matki Boskiej Łaskawej, neogotycka, do której prowadzą dwubiegowe schody, usytuowana jest na osi frontu pałacu.